# Beagle (musikgrupp)
Beagle var en svensk popgrupp bildad i Lund 1991.

## Historik
Beagle hade sin bakgrund i Lunds studentvärld och ett i tiden kring 1990 populärt lokalt studentband, Koks i lasten. Efter att gruppen 1991 bytt namn till Beagle fick man kontrakt med Stikkan Andersons gamla skivbolag Polar och gav ut singeln "A Different Sunday". Den följdes 1992 av bandets debutalbum Sound On Sound, vilket nominerades till en Grammis i kategorin "bästa nykomling". Från albumet utgavs singeln "The Things That We Say", som tog sig till en niondeplats på Trackslistan, samtidigt som videon snurrade länge på ZTV och MTV; singeln utgavs även utomlands. Parallellt gav sig bandet ut på sin första turné.
Efter att 1993 ha släppt sitt andra album, Within, upplöstes gruppen. Ur spillrorna av Beagle bildade gruppens huvudsaklige låtskrivare Magnus Börjeson gruppen Favorita 1994, som bland annat släppte singeln "Seven Comforts" och uppträdde som förband åt Pulp under en skandinavisk turné 1996. Ett planerat album med Favorita spelades också in men utgavs först 2007, flera år efter gruppens upplösning.
Efter några år då många av bandmedlemmarna ägnade sig åt andra saker återuppväckte Magnus Börjeson Beagle under sitt gamla namn, men med delvis nya musiker, inför en festivalspelning i Los Angeles 2001. Börjeson har sedermera verkat som kompositör av musik för film och TV, samtidigt som tre av bandets medlemmar – Anders Mildner, Benjamin Peetre och Daniel Sandström – arbetat i olika roller på tidningen Sydsvenskan.

## Bandmedlemmar (originalsättningen)
- Magnus Börjeson – sång, bas, gitarr
- Calle Håkansson – gitarr
- Daniel Sandström – gitarr
- Benjamin Peetre – synth, dragspel
- Jakob Peetre – piano. orgel
- Anders Mildner – trummor

## Diskografi

### Studioalbum
- 1992 – Sound On Sound
- 1993 – Within

### Singlar
- 1991 – A Different Sunday
- 1992 – Turn Your Head Around
- 1992 – The Things That We Say
- 1992 – The Things That We Say (brittisk utgåva)
- 1993 – Nine Out Of Ten
- 1993 – One Layer Down
- 1993 – When I Speak Your Name

### Samlingsalbum
- 1994 – Beagle (samlingsalbum utgivet i Japan)